# لوریس دامونته
لوریس دامونته (انگلیسی: Loris Damonte؛ زادهٔ ۵ اوت ۱۹۹۰) بازیکن فوتبال اهل ایتالیا است.
از باشگاه‌هایی که در آن بازی کرده‌است می‌توان به باشگاه فوتبال آلساندریا، باشگاه فوتبال مسینا، باشگاه فوتبال پیستویزه، باشگاه فوتبال جنوآ، و باشگاه فوتبال وارزه اشاره کرد.